# Duploperaclistus circocirrus
Duploperaclistus circocirrus är en plattmaskart som beskrevs av Martens 1983. Duploperaclistus circocirrus ingår i släktet Duploperaclistus och familjen Monocelididae. Inga underarter finns listade i Catalogue of Life.